# Alt Ador
L'Alt Ador, (en occità: Naut Ador) és un parçan o comarca d'Occitània situada a la Gascunya. La seva vil·la principal és Banhèras de Bigòrra.
Segons la proposta de divisió territorial d'Occitània del diari Jornalet, basada en l'obra de Frederic Zégierman Le Guide des pays de France, l'Alt Ador estaria ubicat a la regió de la Gascunya, subregió de la Bigorra.
Oficialment, les comunes de l'Alt Ador estan adscrites administrativament i situades al centre del departament francès dels Alts Pirineus, a la regió administrativa d'Occitània.